# Bois-Bougy
Pour les articles homonymes, voir Bougy (homonymie).
Bois-Bougy est une maison de maîtres aux allures de maison forte, dotée de deux tourelles cylindriques sur la face nord et mentionnée dès le XVe siècle et située sur la commune Nyon en Suisse.

## Situation
Cette propriété se trouve au sud de la ville, au-delà du ruisseau du Boiron. Non loin, au bord du lac Léman se trouvait anciennement la léproserie de Colovray (avant 1244 - début XVIe siècle), à laquelle a succédé, après la conquête du Pays de Vaud par les Bernois en 1536, le gibet de Nyon. À proximité se trouvait aussi la tuilerie de Colovray.

## Historique
Cette demeure, associée à un grand domaine agricole, est attestée depuis 1452. Elle est longtemps propriété de personnages qui exercent la fonction de châtelains de Nyon. Le châtelain gère la seigneurie de Nyon pour le compte de la famille de Savoie, qui la détient au Moyen Âge, et il exerce les fonctions officielles attachées à sa charge : justice, administration, affaires militaires, gestion des rentrées fiscales.
Bois-Bougy appartient donc en 1452 à noble Jean d’Ussier, châtelain de Nyon ; vers 1460, à Richard de Pougny, vice-châtelain ; en 1534 au Genevois André Feste, lui aussi châtelain de Nyon. Peut-être ce domaine était-il attaché à leur office ? 
Après la conquête bernoise du Pays de Vaud en 1536, le domaine est acquis par la ville de Nyon. De 1555 à 1842, soit durant près de trois siècles, Bois-Bougy reste entre les mains de cette commune, qui procède sans doute à des transformations importantes vers 1560, comme en témoigne une fenêtre à accolade finement sculptée, dont on trouve un équivalent, vers 1570, à l'ancienne maison Rolaz de Gilly. La charpente est renouvelée vers 1785.

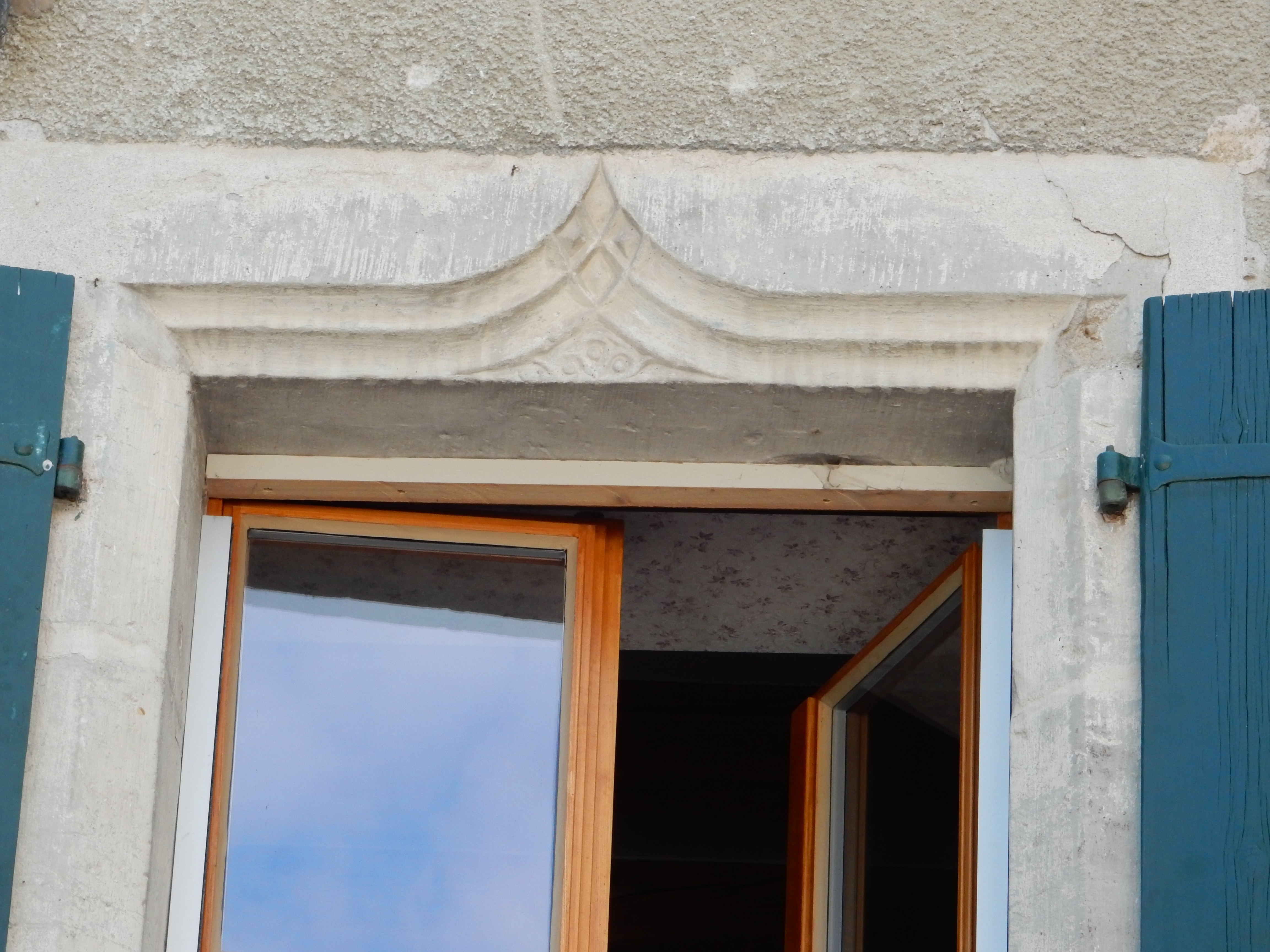
Nyon, Bois-Bougy, façade nord, fenêtre ornée, vers 1560

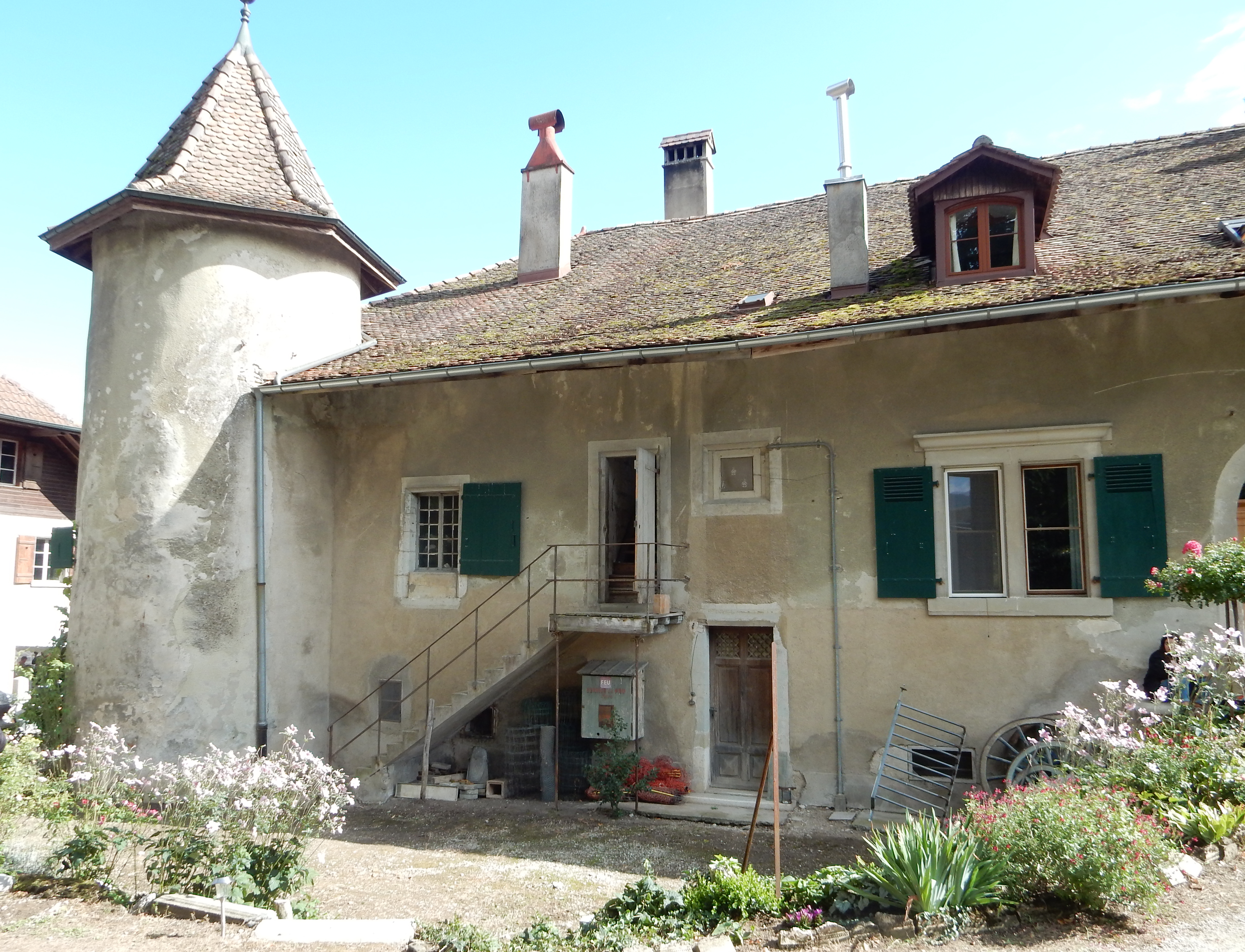
Nyon, Bois-Bougy, façade occidentale

En 1854, la maison et le domaine sont acquis par le pasteur Elie Ulrich Teysseire. Celui-ci, après d’importantes transformations, y ouvre en 1856 une école privée d’agriculture, qui suit celle de Lausanne, planifiée dès 1823, et celle du château de Cottens. Faute d’étudiants, cependant, l’institution de Bois-Bougy ferme après une dizaine d’années. Elle est remplacée par une pension pour étrangers à la fin du XIXe siècle, puis la maison abrite les agriculteurs exploitant le domaine.
Les frères Juste et Urbain Olivier ont passé une partie de leur enfance à Bois-Bougy, où leur père était fermier.
Ce pittoresque et vaste bâtiment, à la fois maison de maîtres et exploitation agricole, comporte un étage sur rez-de-chaussée et est doté, sur sa face nord, deux tourelles cylindriques. Ces tourelles, dont les portes possèdent un encadrement orné d’une gorge dans la tradition de la fin du style gothique, remontent assurément, comme le reste du bâtiment actuel, à la fin du Moyen Âge. Ces deux fortifications d’angle, aux murs minces, n’ont jamais eu de fonction défensive, mais étaient destinées assurément à manifester le statut aristocratique des propriétaires, comme on l’observe entre autres au domaine d’Es-Bons, entre Aubonne et Allaman. La typologie de ces tours de prestige s’est maintenue, notamment à Lausanne, jusqu’à la fin du XVIIIe siècle.

### Dépendances
Une importante ferme, bâtie dans le style de l’architecture rurale bernoise, présente un volume considérable et a été élevée en 1930 (date sur le fronton méridional).

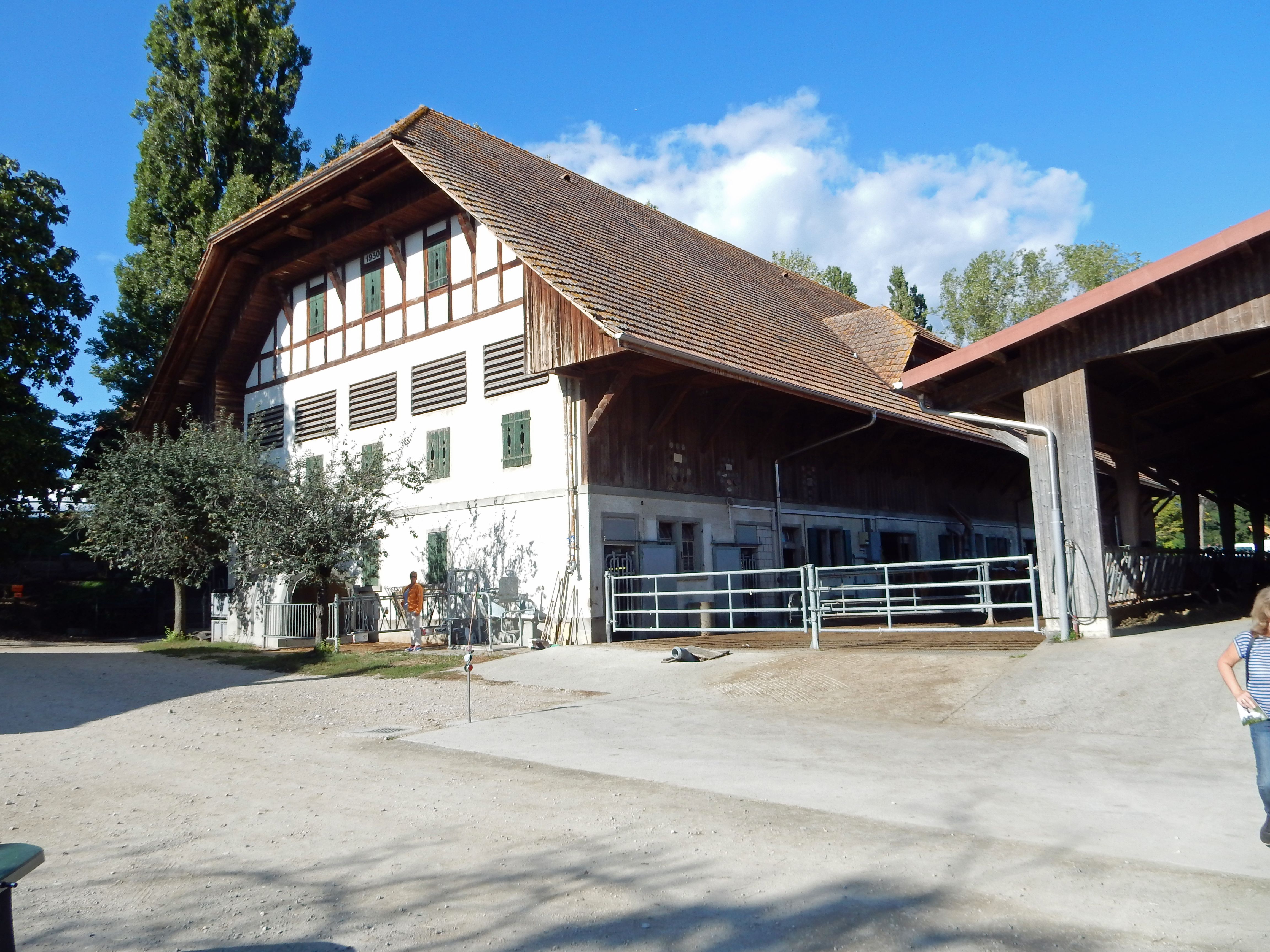
Nyon, Bois-Bougy, ferme 1930

Bois. Du côté de la commune de Crans et d'Eysins, une forêt faisait partie du domaine de Bois-Bougy, auquel elle a donné son nom. Avant 1772, ce bois a été percé de huit allées cavalières, disposées en étoile et reliées entre elles par un « boulevard » périphérique. Ces tracés, assez peu lisibles aujourd’hui, sont cependant conservés, ce qui n’est plus le cas pour un dispositif similaire aménagé au XVIIIe siècle au château de Prangins par le baron Louis-François Guiguer.

## Sources
- Eugène Mottaz, Dictionnaire historique, géographique et statistique du canton de Vaud : Jable-Yvorne, t. I, Genève, Slatkine, réimpression de l’édition de 1921, 1982, 866 p. (ISBN 2-05-100437-4), p. 247.
- Catherine Schmutz-Nicod, Domaine de Bois-Bougy à Nyon, Lausanne, Rédaction des Monuments d'art et d'histoire, Service Immeubles, Patrimoine et Logistique, Lausanne, coll. « Monuments d'exception », 2018.